# Tekken 5: Dark Resurrection
Tekken 5: Dark Resurrection (яп. 鉄拳 DARK RESURRECTION Тэккэ́н Да:ку Ридзарэкусён, «Железный кулак 5: Тёмное воскрешение») — игра в жанре файтинг, разработанная Bandai Namco Entertainment и являющайся частью игровой серии Tekken. Представляет собой расширенную версию Tekken 5 для аркадных автоматов, PlayStation Portable и PlayStation 3. 

## Игровой процесс
Как и предыдущие игры серии, Tekken 5: Dark Resurrection представляет собой файтинг, в котором игрок выбирает героя и сражается со своим противником в режиме один на один. В типичных для этого жанра играх назначение кнопок, как правило, зависит от силы атаки, к примеру, выделяются сильный и слабый удары. В серии Tekken каждая кнопка отвечает за одну из четырёх конечностей персонажа. Среди других элементов геймплея имеются блоки, броски, отступы и партер.

## Сюжет
Поскольку Dark Resurrection является обновлением Tekken 5, в нём представлен тот же сюжет, что и в оригинальной игре, к которому добавляются истории трёх новых персонажей: Эмили де Рошфор стремится уничтожить «Мисима Дзайбацу» и положить конец финансовым проблемам своего отца; Сергей Драгунов — спецназовец, которому было приказано захватить Дьявола Дзина; Армор Кинг II жаждет отомстить Крэйгу Мардуку за смерть своего брата.

## Персонажи

### Новые персонажи
| Имя                                     | Происхождение | Стиль боя    | Актёр озвучивания | Описание |
| --------------------------------------- | ------------- | ------------ | ----------------- | --- |
| Армор Кинг II (англ. Armor King 2)      | Мексика       | Реслинг      | Отсутствует       | Бывший наставник Кинга II, считавшийся убитым Крэйгом Мардуком.                                                                                    |
| Эмили де Рошфор (яп. リリ)              | Монако        | Бартицу      | Джой Джейкобсон   | Дочь влиятельного магната из Монако. Вступает в турнир с целью противостоять «Мисима Дзайбацу», чтобы положить конец финансовым проблемам её отца. |
| Сергей Драгунов (англ. Sergei Dragunov) | Россия        | Боевое самбо | Кэнъити Мородзуми | Член российского спецназа, который намеревается захватить Дьявола Дзина.                                                                           |

### Вернувшиеся персонажи
| - Анна Уильямс - Асука Кадзама - Пэк Тусан - Брюс Ирвин - Брайан Фьюри - Кристи Монтейру | - Крэйг Мардук - Дьявол Дзин - Эдди Горду - Фэн Вэй - Ганрю - Хэйхати Мисима | - Хваран - Джек-5 - Дзин Кадзама - Дзимпати Мисима*** - Джулия Чан - Кадзуя Мисима | - Кинг II - Кума II - Ли Чаолан - Лэй Улун - Лин Сяоюй - Маршалл Ло | - Мокудзин - Нина Уильямс - Панда*** - Пол Феникс - Рэйвен - Роджер-младший | - Стив Фокс - Ван Цзиньжэй - Ёсимицу |

* Заблокирован в версии для PS3

** Неиграбелен в версиях для аркадных автоматов и PSP

*** Альтернативный скин

## Анонс и выход
Tekken 5: Dark Resurrection — второе обновление Tekken 5, о выходе которого было объявлено на JAMMA AM Show в 2005 году. В 2006 году появилась информация о выходе игры из серии Tekken на PlayStation Portable, однако на тот момент не было известно, будет ли это новая игра или же Namco прибегнет к портированию. Во время E3 06 Namco подтвердила, что на PSP будет осуществлён порт аркадной версии Tekken 5: Dark Resurrection. В игру были добавлены сражения по сети, а также режим «Tekken Dojo». Помимо этого обновлению подверглись арены и одежда персонажей, а также были добавлены дополнительные аксессуары. Для Dark Resurrection был изготовлен специальный вступительный CG-ролик, а также кат-сцены для «Story Mode». Ключевым дополнением стало наличие трёх новых персонажей в лице Эмили де Рошфор, Сергея Драгунова и Армора Кинга II. Выход игры состоялся летом 2006 года. За первую неделю было продано 49 000 копий, что позволило Dark Resurrection занять 4-е место среди 10 самых продаваемых игр в чартах Японии с 3 по 9 июля 2006 года. По окончании года было продано около миллиона копий игры. В феврале 2006 года Namco анонсировала портирование Dark Resurrection на PlayStation 3. У игроков появилась возможность играть за Дзимпати Мисиму, недоступного в остальных версиях Tekken 5.

## Саундтрек
Tekken 5 - Tekken DR Original Soundtrack (яп. 鉄拳5』『鉄拳 DARK RESURRECTION』 オリジナル・サウンドトラック,  “Tekken 5 ” “Tekken DARK RESURRECTION” Orijinaru Saundotorakku) — саундтрек для аркадной и консольной версий Tekken 5 и Tekken 5: Dark Resurrection, выпущенный лейблом  Victor 26 июля 2006 года в Японии. Над музыкой работали композиторы Акитака Тояма, Сатору Косаки, Тэтсукадзу Наканиси, Ёсихито Яно, Ю Миякэ, Рио Хамамото, Дзюнъити Накацуру, Рюити Такада, Хироси Окубо, Казухиро Накамура, Кэики Кобаяси, Кацуро Тадзима, Тэцуя Утида, Го Сиина, Кота  Такахаси, Кэити Окабэ и Нобуёси Сано. Альбом состоит из двух дисков. Первый компакт-диск содержит музыку из Tekken 5, а второй — музыку из Tekken 5: Dark Resurrection. Входящий в состав альбома буклет включает в себя изображения уровней в Tekken 5, а также аналогичные уровни из Tekken 5: Dark Resurrection.
| №                   | Название                      | Музыка              | Длительность |
| ------------------- | ----------------------------- | ------------------- | ------------ |
| 1.                  | «RESURRECTION»                | Сатору Косаки       | 1:44         |
| 2.                  | «Mode select ~TekkenDR~»      | Тэцуя Утида         | 1:14         |
| 3.                  | «Driving Beats»               | Акитака Тояма       | 0:41         |
| 4.                  | «Garden of the Tiger»         | Ёсихито Яно         | 3:21         |
| 5.                  | «Hiten»                       | Ю Миякэ             | 2:11         |
| 6.                  | «Estrada da Estrela»          | Акитака Тояма       | 1:56         |
| 7.                  | «Turbo Electric»              | Ёсихито Яно         | 2:39         |
| 8.                  | «Call of the Inferno»         | Рио Хамамото        | 2:35         |
| 9.                  | «Amnesia»                     | Сатору Косаки       | 2:40         |
| 10.                 | «Tiamat»                      | Акитака Тояма       | 1:08         |
| 11.                 | «Martial Medicine»            | Акитака Тояма       | 3:15         |
| 12.                 | «Snow Castle»                 | Масару Сиина        | 1:52         |
| 13.                 | «Twist & Scream»              | Сатору Косаки       | 2:11         |
| 14.                 | «Aurora Australis»            | Рюити Такада        | 2:48         |
| 15.                 | «Into Nirvana»                | Акитака Тояма       | 2:24         |
| 16.                 | «Center of Gravity»           | Ю Миякэ             | 1:55         |
| 17.                 | «Elegance in Violence»        | Хироси Окубо        | 1:42         |
| 18.                 | «Pink Pop»                    | Сатору Косаки       | 2:10         |
| 19.                 | «Stalking Wolves»             | Рио Хамамото        | 3:11         |
| 20.                 | «Supercharged»                | Акитака Тояма       | 2:33         |
| 21.                 | «Shattered Dreams»            | Дзюнъити Накацуру   | 2:23         |
| 22.                 | «Conclusion»                  | Акитака Тояма       | 2:30         |
| 23.                 | «Baby Don't Stop»             | Тэцуя Утида         | 0:53         |
| 24.                 | «Disco Bowl»                  | Хироси Окубо        | 3:47         |
| 25.                 | «Synthetic Pulse»             | Тэцуя Утида         | 3:52         |
| 26.                 | «Sunrise»                     | Масару Сиина        | 1:17         |
| 27.                 | «Slide»                       | Масару Сиина        | 1:39         |
| 28.                 | «Dancing Fate»                | Масару Сиина        | 0:51         |
| 29.                 | «DRAGUNOV's ending»           | Кэити Окабэ         | 0:55         |
| 30.                 | «LILI's ending»               | Сатору Косаки       | 0:49         |
| 31.                 | «ARMOR KING's ending»         | Сатору Косаки       | 0:55         |
| 32.                 | «Hall of Fate ~RESURRECTION~» | Рюити Такада        | 3:36         |
| 33.                 | «Around The World»            | Сатору Косаки       | 3:24         |
| 34.                 | «Hall of Fate»                | Рюити Такада        | 2:02         |
| 35.                 | «Martial Symphony Opus 5»     | Ёсихито Яно         | 1:48         |
| Общая длительность: | Общая длительность:           | Общая длительность: | 75:29        |

## Критика
| Сводный рейтинг    | Сводный рейтинг | Сводный рейтинг |
| Издание            | Оценка          | Оценка          |
| Издание            | PS3             | PSP             |
| ------------------ | --------------- | --------------- |
| GameRankings       | 82,06 %         | 88,27 %         |
| Metacritic         | 82/100          | 88/100          |
| Иноязычные издания |                 |                 |
| Издание            | Оценка          | Оценка          |
| Издание            | PS3             | PSP             |
| GameSpot           | N/A             | 9,2/10          |
| GameSpy            | N/A             | 4,5/5           |
| IGN                | N/A             | 9,2/10          |
| OPM                | N/A             | 9/10            |
| X-Play             | N/A             | 4/5             |